# Огг, Стивен
Стивен Огг (англ. Steven Ogg; род. Калгари, провинция Альберта, Канада) — канадский актёр. Наиболее известен озвучиванием Тревора Филипса — одного из персонажей видеоигры GTA V. Также отметился несколькими эпизодическими ролями в телесериалах, среди которых «Лучше звоните Солу», «Закон и порядок», «В поле зрения», «Ходячие мертвецы» и «Мир Дикого запада».

## Карьера
Огг начал свою актёрскую карьеру снимаясь в рекламе для Канадской государственной службы кинематографии, и участвуя в различных театральных постановках. После этого, он решил заняться профессиональным спортом, но травма помешала ему реализовать себя в этой стезе. Переехав в Нью-Йорк, он начал сниматься в телевизионных шоу, таких как «Закон и порядок» и «Третья смена», в дополнение к театральному творчеству и озвучиванию.
Огг взял перерыв в работе на телевидении, чтобы построить дом, тогда же компания Rockstar Games пригласила его озвучить персонажа (а также «подарить» ему анимацию при помощи технологии захвата движения) из видеоигры GTA V — Тревора Филипса. После релиза игры, критики высоко оценили образ созданный Оггом.

### GTA V
Стивен Огг о реакции фанатов:
Реакция была потрясающая! Меня поразило, что фанаты GTA так позитивно отреагировали на мою работу. Им понравился импульсивный, нервный персонаж, но и юмор им тоже понравился. Я хотел сделать Тревора неоднозначным, и фанаты это поняли. Это круто.

Стивен Огг об источнике своего вдохновения:
Мне понравилось, как играл Том Харди в фильме “Бронсон”. Он мог играть эдакого психопата и развлекалу, но при этом сохранял своё чувство юмора в некоторых по-настоящему жутких сценах. Меня всегда вдохновляют те, кто гордятся тем, что они делают — будь то актёр, художник, писатель или лесник. Музыка в игре мне тоже очень понравилась.

Стивен Огг о работе в студии:
Я был в костюме motion capture, с камерой у меня перед носом и светом перед глазами. Это огромная постановка. Это не просто озвучивание. Ты тратишь три года своей жизни на что-то подобное и, конечно же, тебе по крайней мере нужен значимый и видимый результат — в данном случае это твоя актёрская игра, «захваченная» на мониторе: твоё тело, твоё лицо, твой голос. Это были не просто три года болтовни в микрофон. Это были три года настоящих съёмок с помощью motion capture..

## Фильмография
| Год       |     | Русское название                  | Оригинальное название              | Роль                                |
| --------- | --- | --------------------------------- | ---------------------------------- | ----------------------------------- |
| 1999      | ф   | Бегом от любви                    | Giving it Up                       | Андре                               |
| 1999      | кор | —                                 | The Romantic Comedy with an Edge   | Донни Дон Дон                       |
| 2000      | с   | Закон и порядок                   | Law & Order                        | Марк Ви                             |
| 2001      | с   | Третья смена                      | Third Watch                        | стрелок                             |
| 2002      | кор | Туфли за тысячу долларов          | Thousand Dollar Shoes              | Майкл Гиллиган                      |
| 2002      | кор | —                                 | The Lovers                         | н/д                                 |
| 2003      | ф   | Невеста по почте                  | Mail Order Bride                   | Павел                               |
| 2008      | ки  | —                                 | Alone in the Dark                  | Винни                               |
| 2013      | кор | —                                 | Out There                          | Карл                                |
| 2013      | с   | Помнить всё                       | Unforgettable                      | Ларри Яблонски                      |
| 2013      | ки  | —                                 | Grand Theft Auto V                 | Тревор Филипс                       |
| 2013      | с   | В поле зрения                     | Person of Interest                 | Чак                                 |
| 2013      | кор | Позор                             | Disgrace                           | отец                                |
| 2014      | с   | Брод Сити                         | Broad City                         | жуткий слесарь                      |
| 2014      | с   | Расследования Мёрдока             | Murdoch Mysteries                  | Бет Мастерсон                       |
| 2014      | кор | —                                 | Space Dogs                         | врач-убийца                         |
| 2014      | кор | —                                 | The Sandman                        | Бифф                                |
| 2014      | кор | —                                 | Kingdom Coming                     | Джеймс                              |
| 2014      | кор | —                                 | Chapter 7                          | папа                                |
| 2015      | ф   | Он никогда не умирал              | He Never Died                      | Алекс                               |
| 2015      | кор | —                                 | Blackwell                          | Уолтон Бриггс                       |
| 2015      | ф   | Экскорт                           | The Escort                         | Уоррен                              |
| 2015      | кор | —                                 | Moondog Airwaves                   | человек-волк                        |
| 2015      | ф   | Чёрный пёс, рыжий пёс             | Black Dog, Red Dog                 | Джо-старший                         |
| 2015      | кор | —                                 | The Book of Ned                    | Кенни                               |
| 2015—2020 | с   | Лучше звоните Солу                | Better Call Saul                   | Собчак                              |
| 2016      | кор | —                                 | GTA VR                             | Тревор                              |
| 2016      | с   | —                                 | Rush: Inspired by Battlefield      | Джеймс Бреддок                      |
| 2016      | кор | —                                 | Rematar                            | Ули                                 |
| 2016—2018 | с   | Ходячие мертвецы                  | The Walking Dead                   | Саймон                              |
| 2016—2018 | с   | Мир Дикого Запада                 | Westworld                          | Ребус                               |
| 2017      | с   | Стэн против сил зла               | Stan Against Evil                  | пони-оборотень                      |
| 2017      | кор | —                                 | On the Run                         | Гвин                                |
| 2017—2019 | мс  | Окей, Кей О! Будем героями        | OK K.O.! Let’s Be Heroes           | профессор Веномус                   |
| 2018      | ф   | Солнце                            | Solis                              | Трой Холлоуэй                       |
| 2018      | ф   | Пациент 001                       | Patient 001                        | главный помощник                    |
| 2019      | кор | —                                 | The Present                        | мистер Руссо                        |
| 2019      | с   | Тик                               | The Tick                           | Флексон                             |
| 2019      | ф   | Короткая история про длинный путь | The Short History of the Long Road | Клинт                               |
| 2020—2022 | с   | Сквозь снег                       | Snowpiercer                        | Пайк                                |
| 2022      | ф   | З/Л/О 99                          | V/H/S/99                           | Хозяин / (эпизод "Подземелье Оззи") |
| 2023      | с   | Ходячие мертвецы: Мёртвый город   | The Walking Dead: Dead City        | Саймон                              |
| 2023      | с   | Точка кипения                     | Boiling Point                      | Ник                                 |